# Coccus subhemisphaericus
Coccus subhemisphaericus är en insektsart som först beskrevs av Robert Newstead 1917.  Coccus subhemisphaericus ingår i släktet Coccus och familjen skålsköldlöss. Inga underarter finns listade i Catalogue of Life.